# Onnaing
Onnaing är en kommun i departementet Nord i regionen Hauts-de-France i norra Frankrike. Kommunen ligger i kantonen Valenciennes-Est som tillhör arrondissementet Valenciennes. År 2022 hade Onnaing 8 567 invånare. En stor arbetsgivare i kommunen är Toyota som har en fabrik utanför Valenciennes. Där tillverkas den europeiska versionen av Toyota Yaris och Yaris Cross.

## Galleri

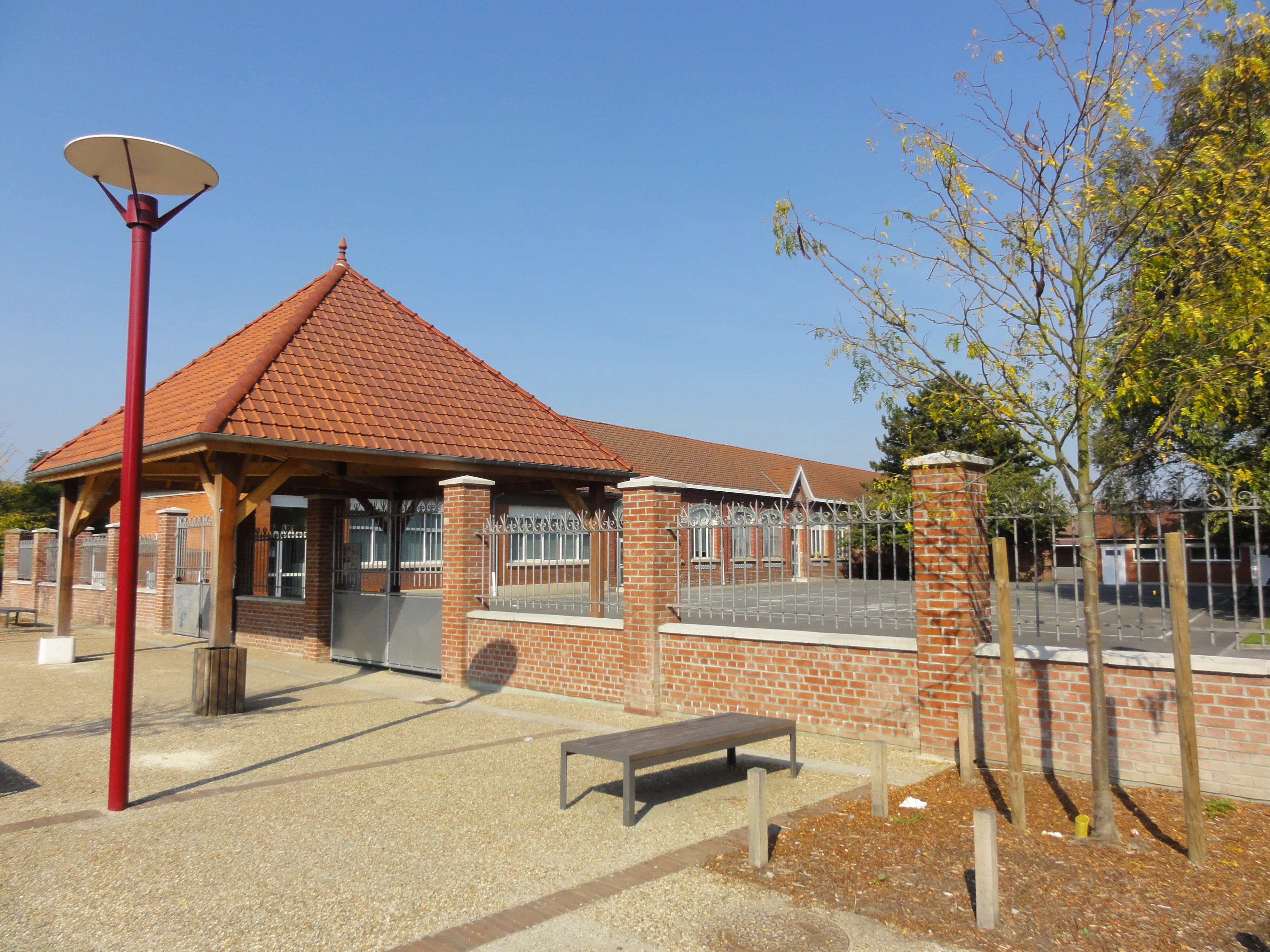
Skolan
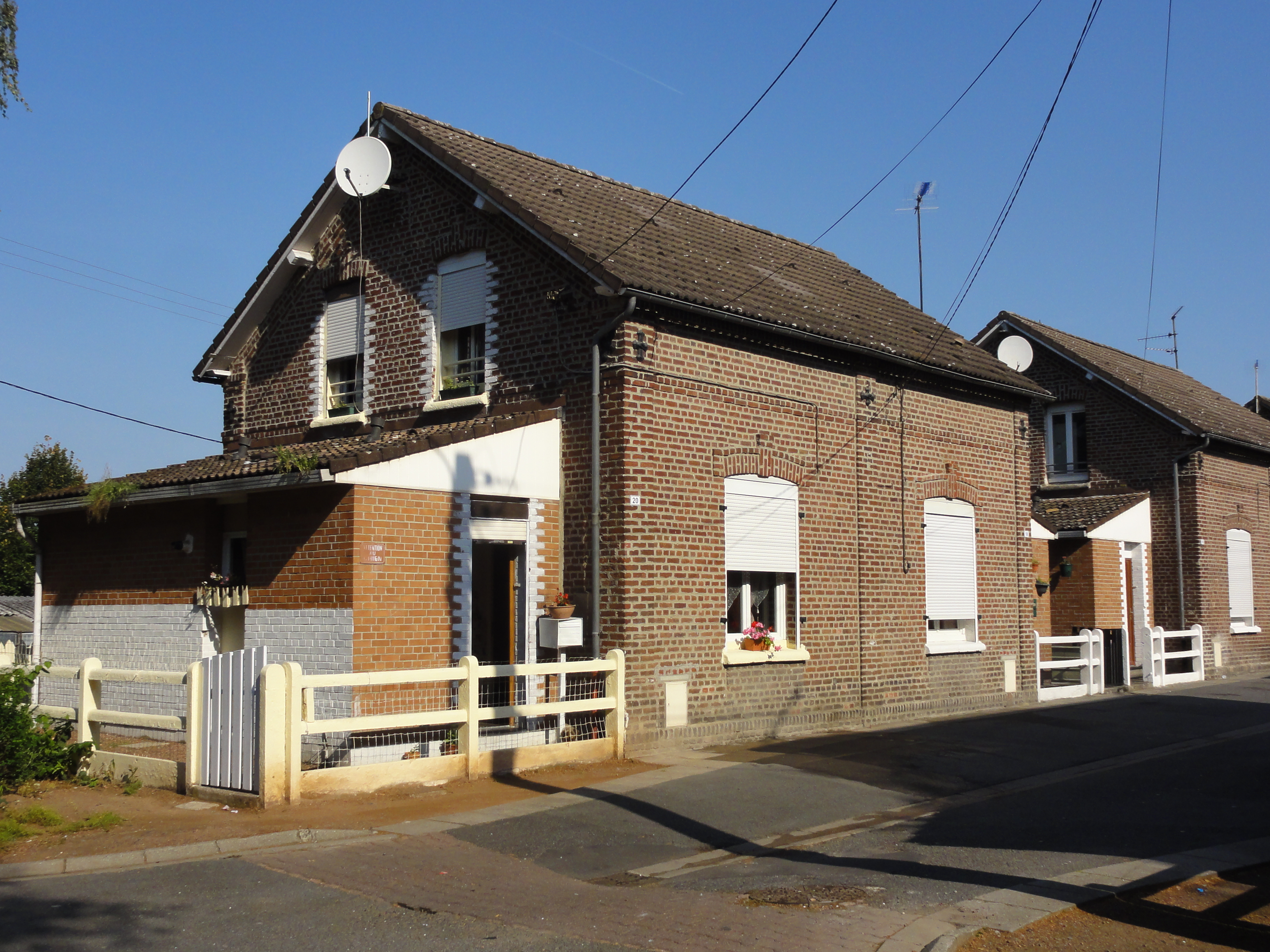
Modern bild av ett hus i dagbrottet som tillhört Anzins gruvbolag.
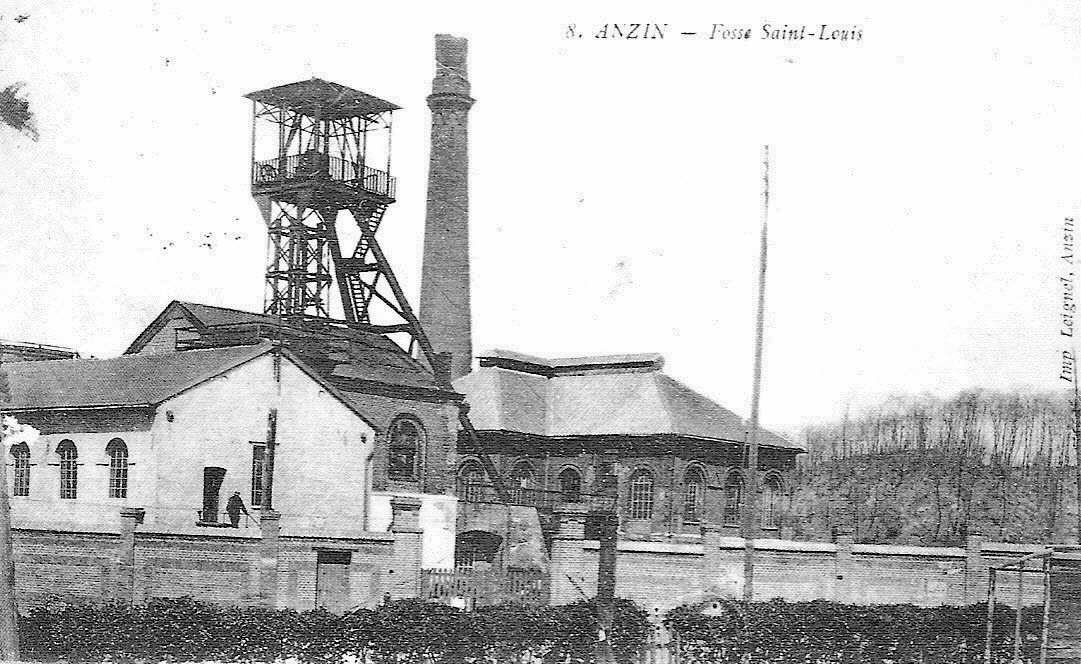
Historisk bild av Anzins gruvbolag som startades 1899.

## Befolkningsutveckling
Antalet invånare i kommunen Onnaing
| Referens: INSEE |